# Ethnos360
Ethnos360 (tot 2017 bekend onder de naam New Tribes Mission (NTM)) is een internationale christelijke zendingsorganisatie. Wereldwijd werken meer dan 3.300 zendelingen in twintig verschillende landen voor de organisatie.

## Geschiedenis
De focus van Ethnos360 ligt bij volken die nog geen eigen Bijbelvertaling hebben. De strategie is om eerst contact te maken met zo'n groep en een relatie op te bouwen. Daarna worden zendelingen uitgezonden die taal en cultuur bestuderen, en verdere relaties ontwikkelen, onder andere door middel van hulpverlening. De zendelingen vertalen de Bijbel en leren de lokale bevolking om te leren lezen en schrijven in hun eigen taal. Het uiteindelijke doel van Ethnos360 is echter om een zelfstandig functionerende kerk op te bouwen, die op haar beurt probeert de eigen bevolking en omliggende volken te bereiken met het evangelie.
Ethnos360 werd in 1942 opgericht door Paul Flemming, toen nog onder de naam New Tribes Mission. Deze had in de jaren 30 als zendeling gewerkt in de Britse kolonie Malaya. De eerste groep werd in november 1942 uitgezonden naar Bolivia. Van de groep van tien volwassen en zes kinderen zouden er zes het leven verliezen in het daaropvolgende jaar. Vijf van de hen werden vermoord in de jungle door indianen van de Ayoré-stam.
In juni 1950 stortte een vliegtuig van NTM neer in Venezuela. Bij dat ongeluk kwamen vijftien personen om het leven. In november van dat jaar was er tweede vliegtuigongeluk in Wyoming. Daarbij kwamen de eenentwintig inzittend, waaronder oprichter Paul Flemming en verschillende zendelingen met hun gezin, om het leven. In juli 1953 verloren veertien werkers van NTM het leven toen zij deel uitmaakten van de vrijwillige brandweer bij de bestrijding van een brand die bekend zou komen te staan onder de naam Rattlesnake Fire in Californië.
NTM heeft van verschillende kanten kritiek ontvangen dat zij geen respect zou hebben voor de stammenreligies- en cultuur. In oktober 2005 kondigde de Venezolaanse president Hugo Chávez aan om de organisatie te weren, omdat zij een verlengstuk van het Amerikaanse imperialisme zouden zijn, en zouden samenwerken met de CIA.
De organisatie vraagt van alle kandidaat-zendelingen om een trainingsprogramma te doorlopen van maximaal vier jaar. In de Verenigde Staten dient onder andere een bachelor gehaald te worden. Het eerste deel van de opleiding heeft betrekking op de beginselen van de Bijbel. Het tweede deel van de opleiding heeft betrekking op crossculturele communicatie, kerkplanting en linguïstiek. Ook krijgen kandidaten les in hoe te overleven in niet-ontwikkelde gebieden (jungleschuilplaatsen bouwen, leren koken op klei, etc.). Trainingscentra van Ethnos360 zijn onder andere te vinden in de Verenigde Staten, Canada, Australië, Brazilië, Duitsland, Mexico en het Verenigd Koninkrijk.
NTM veranderde haar naam in 2017 naar Ethnos360. Zowel de woorden new als tribes waren volgens de organisatie achterhaald, omdat ze verkeerde associaties konden oproepen. Ethnos is Griekse woord dat Jezus gebruikte in de Grote Zendingsopdracht en waarmee hij verwijst naar "alle landen". 360 slaat op alle breedtegraden.